# Herb kraju libereckiego

Herb kraju libereckiego

Herb kraju libereckiego to jeden z symboli tego kraju.

## Opis herbu
Tarcza herbowa czwórdzielna w krzyż.
- W polu pierwszym i czwartym, czerwonym, srebrny lew wspięty o podwójnym ogonie w złotej koronie.
- W polu drugim, błękitnym, białe koło o ośmiu szprychach.
- W polu trzecim, błękitnym, uproszczony biały szczyt.

Identyczny wzór posiada heraldyczna flaga kraju.

## Uzasadnienie symboliki herbu
Lew w polach pierwszym i czwartym był początkowo herbem dynastii Przemyślidów, aby stopniowo stać się herbem Bohemii i całego Królestwa Czech. Białe koło pochodzi z herbu stolicy regionu - Liberca. Biały kształt w trzecim polu to góra Ještěd i stojąca na jej szczycie wieża telewizyjna znajdujące się okolicy Liberca.